# Schlacht bei Ratibor
Erster Einfall 1240–41

Sandomierz (1) – Tursko – Chmielnik – Tarczek – Kraków (1) – Ratibor – Oppeln – Liegnitz
Zweiter Einfall 1259–60

Sandomierz (2) – Kraków (2)
Dritter Einfall 1287–88

Łagów – Dunajec – Stary Sącz
In der Schlacht bei Ratibor besiegte am 20. März 1241 ein polnisches Heer unter Mieszko dem Fetten eine mongolische Vorhut.

## Schlacht
Die Mongolen begannen den Ersten Einfall in Polen mit zwei Armeen. Eine nördlich reitende Vorhut erreichte am 20. März 1241 die Oder bei Ratibor (heute polnisch Racibórz). Da die örtliche Bevölkerung bereits zuvor die Oderbrücken zerstört hatte, mussten die Reiter durch den Fluss an das anderer Ufer setzten. Hierbei wurden sie von Mieszkos Rittern angegriffen und ca. 400 Mongolen fanden in dem Fluss den Tod. Die restlichen mongolischen Reiter zogen sich zunächst zu ihrem Hauptheer zurück. Mieszko hingegen ritt mit seinen Rittern nach Liegnitz (heute polnisch Legnica), wo sich das Heer von Heinrich dem Frommen sammelte.